# NGC 6665
NGC 6665 é uma galáxia espiral (Sc) localizada na direcção da constelação de Lyra. Possui uma declinação de +30° 43' 15" e uma ascensão recta de 18 horas, 34 minutos e 30,0 segundos.
A galáxia NGC 6665 foi descoberta em 19 de Julho de 1871 por Édouard Jean-Marie Stephan.